# Cruising with Ruben & the Jets
Cruising with Ruben & the Jets album je Frank Zappe i sastava The Mothers of Invention koji izlazi u listopadu 1968.g.
Na njemu Zappa i The Mothersi istodobno stvaraju parodiju i odaju priznanje doo-wop stilu glazbe. Na albumu se nalazi trinaest pjesama, a njihov producent je Frank Zappa.

## Popis pjesama
1. "Cheap Thrills" (Zappa) – 2:39
2. "Love of My Life" (Collins, Zappa) – 3:08
3. "How Could I Be Such a Fool?" (Zappa) – 3:34
4. "Deseri" (Buff, Collins) – 2:08
5. "I'm Not Satisfied" (Zappa) – 4:08
6. "Jelly Roll Gum Drop" (Zappa) – 2:24
7. "Anything" (Collins) – 3:05
8. "Later That Night" (Zappa) – 3:00
9. "You Didn't Try to Call Me" (Zappa) – 3:57
10. "Fountain of Love" (Collins, Zappa) – 3:22
11. "No. No. No." (Zappa) – 2:15
12. "Any Way the Wind Blows" (Zappa) – 3:01
13. "Stuff Up the Cracks" (Zappa) – 4:36

## Popis izvođača
- Frank Zappa – gitara, klavijature, zvučni efekti, vokal, glasovi
- Jimmy Carl Black – gitara, udaraljke, bubnjevi, ritam gitara
- Ray Collins – guitar, vocals
- Roy Estrada – bas-gitara, zvučni efekti, vokal, glasovi
- Bunk Gardner – saksofon, tenor saksofon
- Don Preston – bas, klavir, klavijature
- Jim Sherwood – gitara, vokal, drveni puhači
- Euclid James "Motorhead" Sherwood – bariton saksofon, dajre (def)
- Art Tripp – gitara, ritam gitara
- Ian Underwood – gitara, klavir, klavijature, alt saksofon, tenor saksofon, puhači
- Arthur Barrow – bas-gitara
- Chad Wackerman – bubnjevi
- Jay Anderson - violončelo